# Медицинский факультет Дерптского университета
Медицинский факультет Императорского Дерптского университета — один из факультетов открытого в 1802 году Императорского Дерптского университета.

## История

### 1802—1838
По Уставу университета 1802 года медицинский факультет был открыт в составе четырёх кафедр и одной прозектуры:
- Анатомии, физиологии и судебной медицины — Генрих Фридрих Изенфламм (1803—1810), Бурдах, Карл Фридрих (1811—1814), Людвиг Эмиль Цихориус (1814—1827)
- Учения о лекарствах, диететики, истории медицины и медицинской литературы — Мартин Эрнст Стикс (?)
- Патологии, семиотики, терапии и клиники — Даниил Георг Балк (1802—1817)
- Хирургии (искусства лечения ран) и акушерства; В 1804 году, для соответствия общероссийскому уставу была созданы отдельные кафедры:
  - хирургии — Михаил Эренрейх Кауцман (1805—1810)
  - акушерства (повивального искусства) и ветеринарии (скотолечения)[1] — Кристиан Фридрих Дейч (1804—1833)
- Прозектора анатомического театра[2] — Людвиг Эмиль Цихориус (1804—1814), вакансия (1814—1820)

В 1802 году на факультете обучались шесть человек (Шервинский, Шульц, Бахман, Коссар, Петерсон, Шётлер), а занятия вели два профессора: Мартин Эрнст Стикс и Даниил Георг Балк.
В 1804 году К. Ф. Дейч основал университетскую поликлинику и ввёл поликлиническое преподавание. В период 1804—1806 годов были открыты терапевтическая, хирургическая и акушерская клиники; в них в 1807 году лечились около 100 человек. Таким образом из шести кафедр три были практическими и три теоретическими.
В 1810 году на медицинском факультете обучались 92 студента.
В 1819 году при факультете был создан институт для казённокоштных студентов (до 40 человек), назначением которого была подготовка военных врачей.
В 1821 году по новому университетскому уставу 1820 года поменялись названия и состав кафедр:
- Анатомии и судебной медицины
- Физиологии, патологии, семиотики — Иоганн Фридрих Паррот (1821—1826)
- Терапии и клиники
- Истории и энциклопедии медицины
- Акушерства
- Прозектора анатомии

Деканом факультета с 1822 года был Цихориус.
В 1830 году на медицинском факультете обучались 226 студентов.
С 1828 года (по 1839) при Дерптском университете действовал Профессорский институт, где в числе прочих преподавались медицинские науки. В составе первой группы в нём учились: П. Корнух-Троцкий (физиология), Г. Сокольский (патология и терапия), Н. Пирогов (повивальное искусство и хирургия), Н. Скандовский (терапия, клиника и патология), Ф. Иноземцев (хирургия и анатомия), А. Филомафитский (физиология и анатомия), Шрамков (анатомия и фармакология); во второй группе — И. Варвинский (терапия).

### 1839—1918
Университетский устав 1835 года требовал увеличение числа кафедр до десяти; в их числе были созданы:
- Фармации — Карл Фридрих Эдуард Зиллер (1843—1850), Карл Шмидт (1850—1852)
- Государственного врачебноведения, судебной медицины и медицинской полиции — Карл Богуслав Рейхерт (1843—1844), Гвидо-Герман Карлович Самсон фон Гиммельшерна (1844—1868), Вейрих (1868—1876), Валь (1876—1879)
- Сравнительной анатомии — Карл Богуслав Рейхерт (1844—1853)
- Хирургии — Эрнст Август Карус (1844—1854), Валь (1879—?)
- Терапии — Иосиф Васильевич Варвинский (1844—1846)

Сохранились кафедры:
- Анатомии и судебной медицины
- Физиологии, патологии, семиотики, затем? частной патологии и клиники — Вейрих (?—1868)
- Терапии и клиники
- Истории и энциклопедии медицины
- Акушерства
- Прозектора анатомии

Университетский устав 1863 года способствовал дальнейшей узкой специализации кафедр; им было предусмотрено уже 17 кафедр.
В 1895 году кафедра Государственного врачебноведения была поделена на две части: судебную медицину и гигиену. Кафедру гигиены и эпиозотии возглавил С. Ф. Бубнов, кафедру судебной медицины — А. С. Игнатовский.
К 1865 году факультетом было выпущено более 2300 специалистов, из них лекарями — 844, докторами медицины стали 765 человек.